# La voce di Dio
La voce di Dio è un romanzo dello scrittore italiano Marino Moretti scritto e pubblicato nel 1920.
Il romanzo narra la vicenda di Cristina che, dopo essere rimasta orfana, fa ritorno alla casa natale dove vive ancora l'anziana serva Menga che la ama come una figlia e le dispensa saggi consigli. Ma Cristina, attirata dalla compagnia di persone equivoche, non ascolta i consigli di Menga e si invaghisce di Ciro Buda, un uomo maturo ma ricco di fascino, dal quale avrà un figlio.